# Morti nel 1045
| Questa pagina contiene informazioni ricavate automaticamente dalle voci biografiche con l'ausilio del template Bio e di un bot. L'aggiornamento è periodico e automatico e ricostruisce completamente la pagina. Se manca una persona in questa lista, sei pregato di non aggiungerla, ma accertati piuttosto che la sua voce biografica contenga il template Bio e che i dati anagrafici siano correttamente compilati. Se il template Bio manca, inseriscilo tu stesso o, in alternativa, metti l'avviso {{tmp\|Bio}} che ne segnala la mancanza. Se i dati riportati sono sbagliati, correggi direttamente la voce biografica; le modifiche saranno visibili in questa lista entro pochi giorni. Per chiarimenti vedi il progetto biografie. La lista contiene solo le 22 persone che sono citate nell'enciclopedia e per le quali è stato implementato correttamente il template Bio. Pagina aggiornata al 13 gen 2025. |

- 16 gennaio - Ariberto da Intimiano, arcivescovo italiano
- 27 gennaio - Alruna di Cham, religiosa tedesca
- 7 febbraio - Go-Suzaku, imperatore giapponese (n. 1009)
- 8 febbraio - Fujiwara no Sadayori, poeta giapponese (n. 995)
- 27 marzo - Adalberone II di Ebersberg, nobile tedesco
- 25 maggio - Ottone I di Vermandois, conte
- 27 maggio - Bruno di Würzburg, santo e vescovo austriaco
- 12 giugno - Richlind di Altdorf, nobile tedesca (n. 980)
- 26 giugno - Gonzalo di Ribagorza, sovrano spagnolo
- 27 giugno - Emma di Gurk, nobildonna
- 9 ottobre - Gontiero di Turingia, santo tedesco (n. 955)
- 11 novembre - Ilario di Matera, monaco cristiano italiano
- 12 dicembre - Angilramno, abate francese
- Asclettino I Drengot, cavaliere medievale normanno
- Rainulfo Drengot, condottiero normanno
- Enguerrand I di Ponthieu, nobile francese
- Enrico del Monferrato, nobile italiano
- Radbot, nobile tedesco (n. 985)
- Maria Scleraina, nobile bizantina
- Sigfrido di Växjö, vescovo inglese
- Crinán di Dunkeld, nobile e abate scozzese
- Maldred di Allerdale, nobile scozzese